# Kasteel van Comper
Het Kasteel van Comper (Frans: Château de Comper) is een kasteel in de Franse gemeente Concoret.